# Ichneumon carbonarius
Ichneumon carbonarius là một loài tò vò trong họ Ichneumonidae.